# Chilothorax paykulli
Chilothorax paykulli är en skalbaggsart som beskrevs av Ernest Marie Louis Bedel 1907. Chilothorax paykulli ingår i släktet Chilothorax och familjen Aphodiidae. Inga underarter finns listade i Catalogue of Life.